# Македонська православна церква — Охридська архієпископія
Македонська православна церква — Охридська архієпископія (МПЦ-ОА) (мак. Македонска православна црква – Охридска архиепископија (МПЦ-ОА), трансліт. Makedonska pravoslavna crkva – Ohridska arhiepiskopija (MPC-OA)) — автокефальна помісна православна Церква Північної Македонії. Є найбільшою християнською громадою, що діє на території Північної Македонії, а також у македонській діаспорі. Предстоятелем Охридської православної церкви є Стефан Вельяновський, митрополит Скопський, архієпископ Охридський і Македонський і Юстиніана Прими.
У 1959 році Священний Синод Сербської православної церкви надав автономію Македонській православній церкві в тодішній Соціалістичній Республіці Македонія як відновлення історичного Охридського архієпископства, і вона залишилася в канонічній єдності з Сербською церквою під керівництвом їхнього патріарха. У 1967 році, на 200-річчя скасування Охридського архієпископства, Священний Синод Македонії в односторонньому порядку оголосив про автокефалію від Сербської православної церкви. Священний архієрейський синод Сербської православної церкви 14—15 вересня 1967 року оголосив Македонську православну церкву розкольничою релігійною організацією та перервав з її ієрархією літургійні та канонічні стосунки, проте зберіг їх з простими вірними. У 2005 році Архієрейський собор Сербської православної церкви відлучив від церковного спілкування віруючих, що належать до Македонської православної церкви. Таким чином, Македонська церква протягом п'яти десятиліть залишалася невизнаною всіма канонічними православними церквами. У травні 2018 року Вселенський патріархат Константинополя погодився перевірити канонічний статус церкви.
9 травня 2022 року Вселенський патріархат прийняв церкву до сопричастя під назвою Охридська архієпископія, а також визнав Північну Македонію канонічною територією цієї церкви. 16 травня 2022 року Сербський Патріархат оголосив про припинення розколу між Патріархатом та Архієпископством, повернувши церкві повне сопричастя та ту саму автономію, надану у 1959 році. 24 травня 2022 року Сербський Патріарх Порфирій заявив, що Священний Синод Сербської православної церкви одноголосно прийняв прохання про автокефалію Охридської православної церкви. 5 червня у Соборі Святого Сави у Белграді сербський патріарх Порфирій вручив архієпископу Македонської православної церкви Стефану томос про визнання її незалежності. 22 червня Болгарська православна церква відновила євхаристиійне спілкування з Охридською архієпископією.

## Історія

### Раннє християнство

Македонський хрест — один із символів церкви.

Християнство в етнічній Македонії та за її межами на Балканах вперше проповідував і поширював апостол Павло під час своїх місіонерських подорожей, про що свідчить біблійна книга «Діяння святих апостолів». У своїх подорожах його супроводжують Лука, Тимофій, Сила і Тихік, які самі, незалежно від апостола Павла, працювали над християнізацією цієї місцевості. Апостол Андрій Первозванний проповідував по всій Македонії і призначає апостола Урбана першим єпископом у Македонії. Апостол Силуан був першим єпископом у Салоніках, а Епафродит — в Адріакії (кордон з Тракією). Це означає, що вже тоді були закладені основи організованої Церкви. У результаті християнізації, проведеної в перші три століття, вже на початку IV століття християни на території Македонії мали організовану Церкву з церковною ієрархією, єпископи якої продовжували регулярно брати участь у місцевих та вселенських соборах.
У V столітті на цій території по всій території етнічної Македонії існує кілька метрополій та єпархій, з яких найвідомішими були Салоніки, Скоп'є, Гераклея, Баргала та Стобі. У цей період і на всій території Македонії проросло багато ранньохристиянських базилік.
За правління імператора Юстиніана I (527—565), який походив з Таврісіона, поблизу сучасного Скоп'є, було побудовано нове місто під назвою Юстиніана Прима, неподалік від місця народження імператора. Скопський митрополит був піднесений до рівня автокефального архієпископа. Кателіан був першим архієпископом Архієпархії Юстиніана Прима. Були й інші архієпископи, такі як: Беннетт, Павло, Іван I, Леон, і останній — Іван IX, який у 680—681 рр. брав участь у Труллійському соборі в Константинополі.
У VII столітті на території Македонії відбулася слов'янська колонізація, під час якої тубільці змішалися зі слов'янами. Їх християнізація розпочалася у IX столітті, завдяки діяльності та життю братів святих Кирила та Методія, які походять із Салоніків. Вони склали альфабет слов'янською мовою і переклали Святе Письмо та інші твори, необхідні для того, щоб церковні служби могли проводитися мовою, якою розмовляють люди. Їхню роботу за допомогою болгарського князя Бориса I Михаїла продовжили Климент і Наум Охридські, Костянтин Брегальницький та їх учні наприкінці IX — на початку X ст. Климент Охридський заснував перший слов'янський університет на цій території, а Наум Охридський — перший слов'янський монастир на березі Охридського озера.

### Середньовіччя

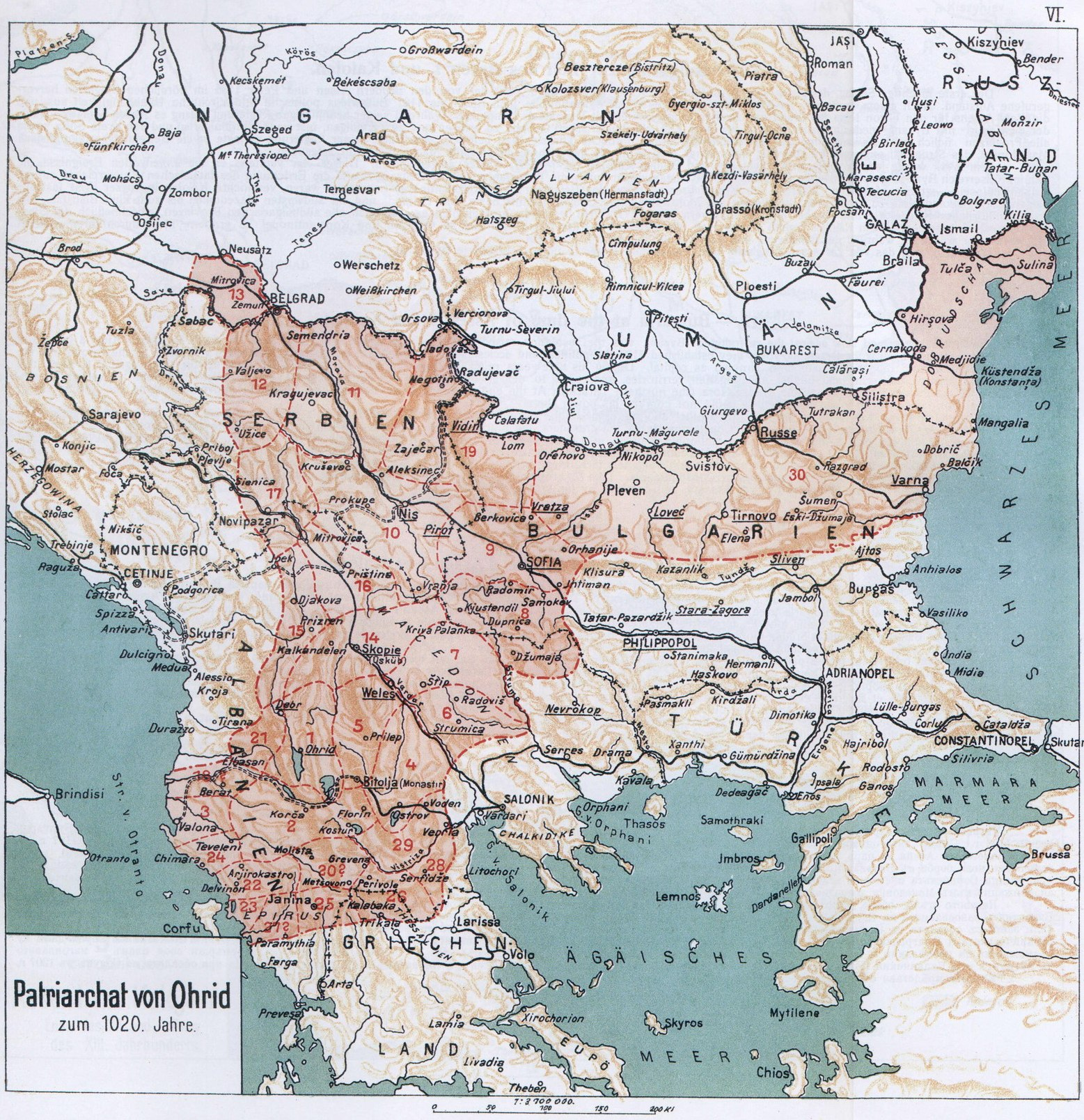
Охридська архієпископія близько 1020 року

У IX столітті територія Македонії опиняється під владою Болгарського царства. З 927 р. — була створена автокефальна церква (патріархат) з центром в Охриді (Охридська архієпархія).
З 927 року — автокефальна церква (патріархат) з центром в Охриді. Ця церковна незалежність постійно оспорювалась Константинополем. Саме з Православної церкви Охриди прийшли до Києва перші митрополити, церковна організація та (за деякими даними) хрещення.
Після остаточного підкорення Болгарської держави в 1018 році Василь II, щоб підкреслити перемогу Візантії, заснував Охридське архієпископство, понизивши Болгарський патріархат до рангу архієпископства. Архієпископство залишалося автокефальною церквою, окремою від Константинопольського патріархату. Проте, хоча архієпископство було повністю незалежним у будь-якому іншому аспекті, його предстоятель обирався імператором зі списку трьох кандидатів, поданих помісним церковним синодом. У трьох сигіліях, виданих у 1020 році, Василь II надав великі привілеї новому престолу.
Зі смертю князя Стреза (1215) Охрид втратив частину південні єпархії Меглена і Струмицю (так як саме князівство було поділене між Фессалоніки і Епір). Після того як Охрид потрапив до рук Епірський деспота Феодора знову розпочався період підйому, коли патріарх Константинополя спробував скасувати автокефалію, але деспот і архієпископ активно цьому противилися, і Охрид навіть вдалося повернути деякі єпархії (Скоп'є, Сер, Сервіс). У внутрішній боротьбі між грецькими та слов'янськими єпископами перемогу отримали слов'янські (як не дивно за підтримки грека Феодора Комніна), які в підсумку вигнали греків і замістили їх новими слов'янськими єпископами.
У XIV столітті церква починає поступово потрапляти під владу османів. На початку османи захоплюють Македонію, а в 1408 році й Охрид опиняється на їхній території.
На початку XV століття Софійська і Відінська єпархії були відторгнуті від Православної церкви Константинополя і передані Охридської. У середині століття Волоська і Молдавська церкви увійшли до складу архієпископії, а пізніше і православні громади Далматії та Італії. Не зважаючи на розширення османи завдавали церкви величезних збитків, руйнуючи країну і підриваючи владу архієпископа.
Крім того, активно проводилася ісламізація краю. Після відновлення Сербської патріархії 1557 року не тільки старі сербські єпархії увійшли до її складу, а й деякі споконвічно Охридське, наприклад Скоп'є, Мордозов, Разлогов.
До середини XVIII століття борги архієпископії були дуже великі. Патріарх Константинополя зміг переконати султана, що незалежні церкви серед нелояльних слов'ян шкідливі і небезпечні, та ще й не платоспроможні. Під тиском султана останній архієпископ 17 травня 1767 підписав акт про свою відставку, що означало кінець автокефалії.
Після падіння Першого Болгарського царства візантійський імператор Василій II визнав автокефальний статус Болгарської православної церкви та встановив її межі, єпархії, майнові та інші привілеї. У 1019 р. було засноване архієпископство розташовувалося в Охриді у візантійській Болгарії шляхом зниження рангу автокефального Болгарського патріархату, яке проіснувало, попри османську окупацію Македонії з XIV століття до 1767 року.

### Новий час

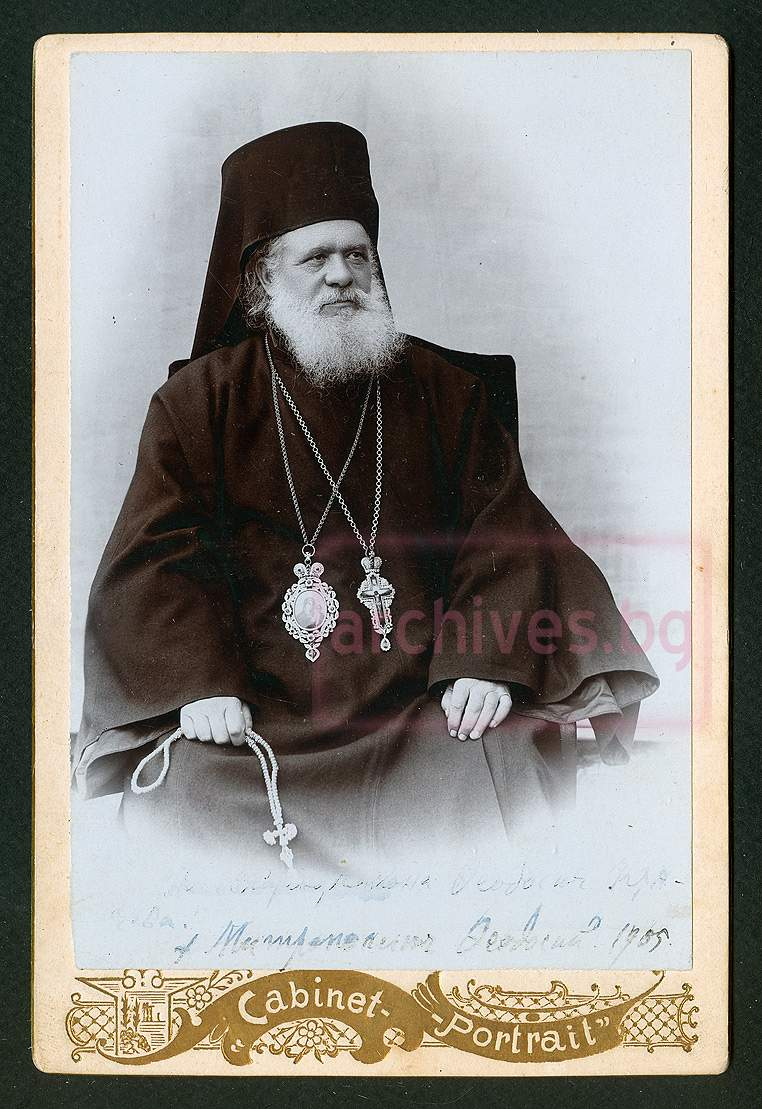
Теодосій (Гологанов) одним з перших виступив за автономію від БПЦ

У 1767 році архієпископство було скасоване османською владою і приєднане до Вселенського патріархату Константинополя. Протягом дев'ятнадцятого та першої половини двадцятого століть намагалися відновити архієпархію, а 1874 року вона стала частиною новоствореного Болгарського екзархату. Християнське населення єпископств Скоп'є та Охрида 1874 р. переважною мірою проголосувало за приєднання до екзархату, а Болгарський екзархат почав контролювати більшу частину македонського регіону.

### Новітня історія

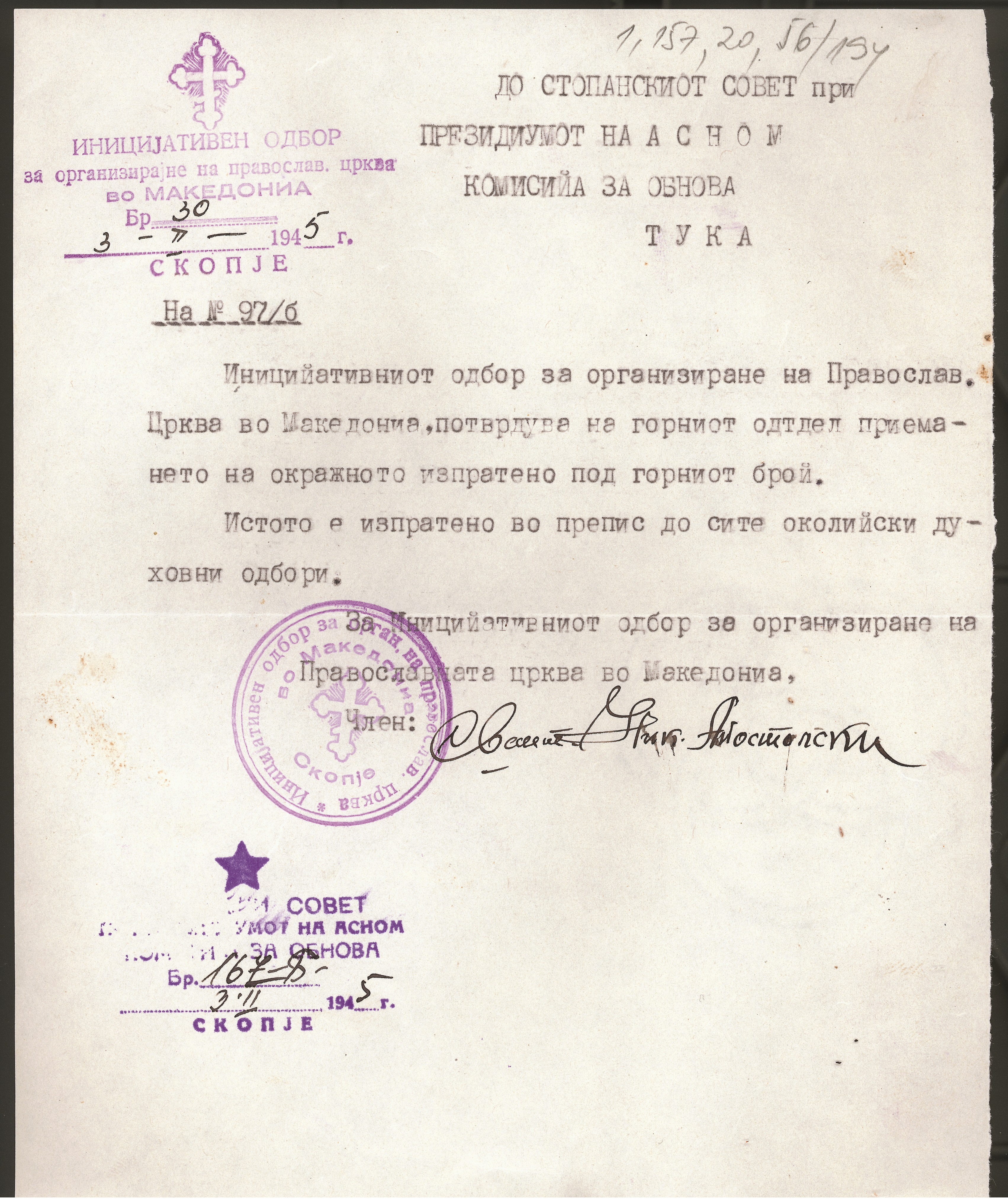
Лист Ініціативної ради на адресу Президії АСНОМ з проханням організувати незалежну Македонську православну церкву, лютий 1945 р.

Після включення Вардарської Македонії до складу Сербії в 1913 р. кілька єпархій Болгарського екзархату були силоміць захоплені Сербською православною церквою. Поки цей регіон був окупований Болгарією під час Першої та Другої світових воєн, місцеві єпархії тимчасово перейшли під контроль Болгарського екзархату. Із закінченням Першої світової війни більша частина Македонії потрапляє під владу Королівство Сербії. Разом з тим більшість православних приходів Македонії підпорядковуються Сербській православній церкві. Протягом анексії Македонії Болгарією, яка брала участь у Другій світовій війні на стороні Третьої Рейху, македонські приходи повертаються до юрисдикції Болгарського екзархату.
По закінченню Другої світової війни територію Македонії було включено до Югославської Федеративної Ресбуліки. В цей час у Македонії утворено три єпархії, до яких належали більшість жителів цієї області; відтак після приходу до влади комуністів спершу була утворена федеральна Македонська республіка, а потім влада погодилась на створення Автокефальної Православної Церкви.
Перші сучасні збори македонського духовенства відбулися під Охридом у 1943 р. У 1944 р. офіційно було утворено ініціативну раду з організації Македонської православної церкви. У 1945 році відбулося засідання першого духовенства та народного синоду, який прийняв постанову про відновлення Охридської архієпископії як Македонської православної церкви. Вона була надіснана Сербській православній церкві, яка з 1919 року була єдиною церквою у Вардарській Македонії. Резолюція була відхилена, але пізніше знову подана 1958 р. на другому синоді, була прийнята 17 червня 1959 р. Сербською православною церквою під тиском соціалістичної влади. Македонець Димитрій Стойковський був призначений першим архієпископом Охридського та митрополитом Македонії під ім'ям Досітей II.
У жовтні 1958 року в Охриді відбувся Церковний і Національний собор, що зібрав 220 священиків та мирян, на якому було вирішено відновити і стародавню архієпископську катедру в Охриді, і автономію Македонської Православної Церкви. На Соборі вибрано трьох нових єпископи для трьох нових єпархій, відповідно та таке обрання було розцінено як неканонічне, оскільки на ньому був присутній усього один єпископ. Проте нова Церква заявила, що перебуває в канонічній єдності з Сербською Православною Церквою в особі Сербського патріарха. У червні 1959 року Сербський Священний Синод визнав Церкву за доконаний факт — і в наступному місяці обрані єпископи були рукоположені сербськими православними єпископами.

#### Проголошення Македонської православної церкви

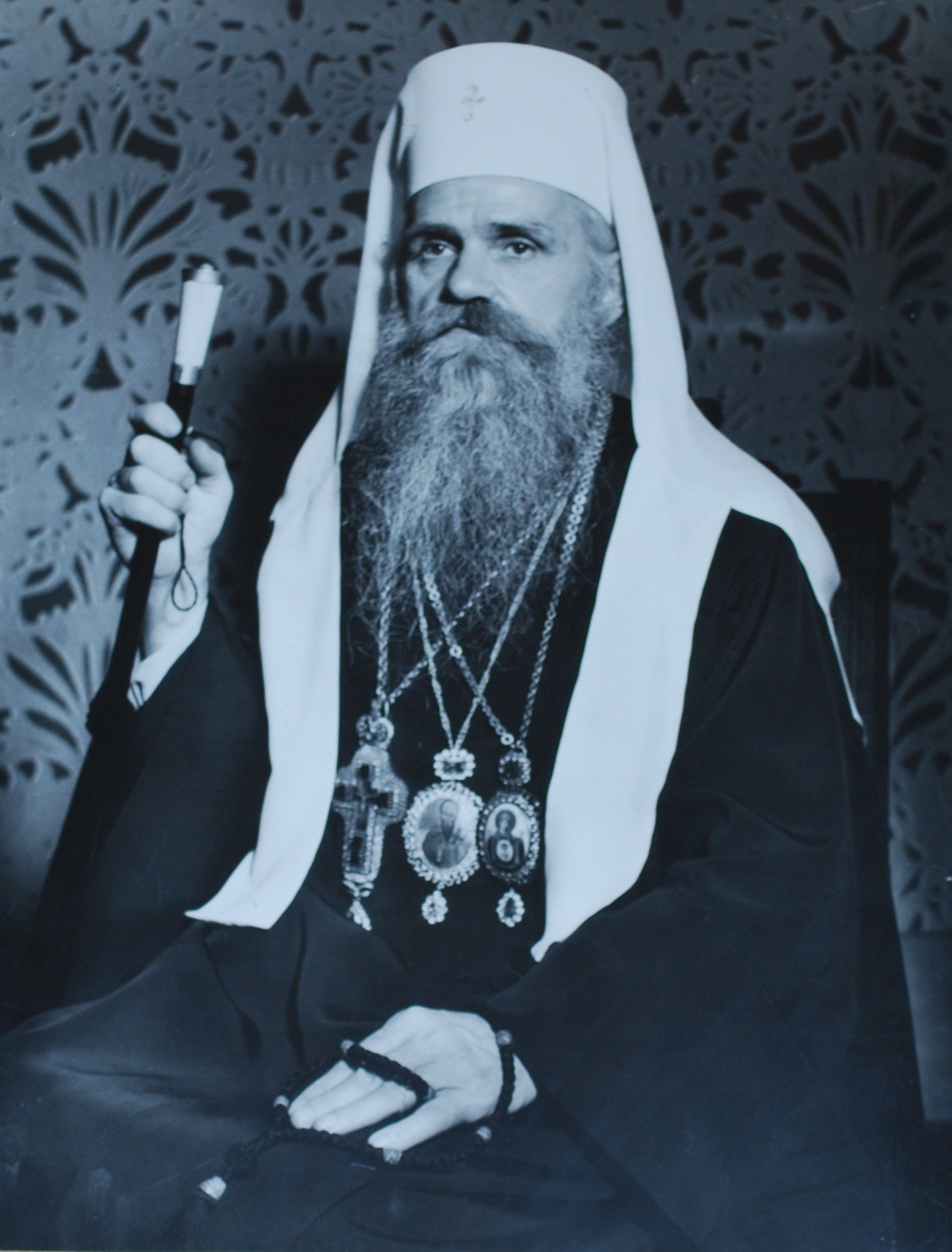
Досітей II, перший глава МПЦ — Охридської архієпископії

Восени 1966 офіційно звернулася до Сербського Патріархату з проханням надати їй автокефальний статус, але в травні 1967 року собор єпископів Сербської Церкви відкинув прохання. Проте македонці наполягали на своєму — і 17-19 липня 1967 року скликали собор в Охриді. 19 липня, ґрунтуючись на резолюції собору, Священний Синод Македонської Церкви проголосив автокефалію (повну незалежність) Православної церкви Македонії. Митрополит одержав новий титул «архієпископ Охридський і Македонський». Усе відкрито підтримувалося урядом Македонії, члени якого були присутні на поставленні архієпископа — і віддали йому належну честь.
У вересні 1967 року Синод Сербської Церкви оголосив Македонську Православну Церкву розкольницькою релігійною організацією та порвав з її ієрархією всі літургійні й канонічні відносини: таке рішення було підтримано іншими православними церквами — жодна не визнала канонічности Македонської церкви. Незважаючи на всі подальші спроби здобути визнання, автокефалія Македонської церкви не визнається іншими канонічними православними церквами на захист сербської опозиції.
Після розпаду Югославії (1990-ті роки) Сербський патріархат намагався відновити свій контроль над македонською церквою. Обидві церкви домовились про деталі компромісної угоди, укладеної у Ниші, Сербія, у 2002 р., яка мала б надати етнічним македонцям де -факто незалежний статус, окрім канонічної автокефалії. Угоду підписали і погодили три єпископи в Македонській православній церкві (митрополит Австралійський Петр, митрополит Дебарський і Кічевський Тимотей та митрополит Струміцький Наум). Після того, як урядові чинили тиск на священнослужителів МПЦ щодо прийняття угоди, пізніше єпископи відмовились від угоди, залишивши з македонської сторони лише архієпископа Охридського Івана. Раптом підписаний договір був відхилений урядом Македонії та Священним Синодом МПЦ. У свою чергу, Сербська православна церква надала повну автономію Православній Охридській архієпископії, її філії в Македонії, наприкінці травня 2005 року і призначила Івана своїм архієпископом.
Пізніший ланцюжок подій перетворився на замкнуте коло взаємних звинувачень та інцидентів із участю Сербської православної церкви та частково уряду Сербії з одного боку та МПЦ за підтримки уряду Македонії з іншого. Македонська сторона розглядала Івана як зрадника і сербську маріонетку. Іван скаржився на нову медіа-кампанію за підтримку держави проти його церкви. Уряд відмовив у реєстрації його організації та розпочав проти нього кримінальну справу. Він був заарештований, виведений зі свого єпископату, а потім висланий з країни, а пізніше засуджений до 18 місяців заарештований і ув'язнений з «надзвичайно обмеженими правами на відвідування».
У свою чергу, Сербська церква відмовила македонській делегації в доступі до монастиря Прохор Пчинський, який був звичайним місцем проведення македонських святкувань національного свята Ілінден (буквально означає День святого Іллі) 2 серпня та місця, де відбулося перше засідання АСНОМ. Прикордонна поліція Македонії часто відмовляла сербським священикам у в'їзді в країну в священному одязі.
12 листопада 2009 року Македонська православна церква додала до своєї офіційної назви «Охридська архієпископія» та змінила свій герб та прапор.

### Визнання
У листопаді 2017 року Болгарське національне телебачення оголосило про зміст листа, який МПЦ надіслала до Священного Синоду Болгарської православної церкви з проханням провести переговори про визнання Македонської Православної Церкви. Лист був підписаний архієпископом Стефаном Веляновським. Серед іншого, у листі зазначалося: «Болгарська Православна Церква — Болгарський Патріархат, беручи до уваги єдність Православної Церкви та реальні духовні та пастирські потреби, повинна встановити євхаристичну єдність з відновленою Охридською Архієпископією в особі Македонської Православної Церкви Церква». 27 листопада Священний Синод Болгарського патріархату прийняв пропозицію стати матірською церквою Македонії і погодився працювати над визнанням її статусу. Сербська церква висловила своє здивування болгарським рішенням бути «матір'ю» Македонської церкви.
14 травня 2018 р. Болгарська православна церква вирішила відхилити запрошення Македонської православної церкви взяти участь у урочистостях, присвячених відзначенню 1000-річчя заснування Охридської Архієпископії. Вони також відмовилися направити свого представника на святкування.
Наприкінці травня 2018 року Вселенський патріархат Константинополя оголосив, що прийняв прохання Скоп'є про вивчення канонічного статусу Охридської архієпископії.
13 січня 2020 року Вселенський патріарх Вартоломій І прийняв прем'єр-міністра Північної Македонії Олівера Спасовського та його попередника Зорана Заєва. Згідно із заявою Вселенського патріархату: «Метою візиту було вивчення церковної проблеми країни. Попередні етапи цього питання обговорювалися під час зустрічі». Було оголошено, що патріарх запросить і Сербську православну церкву, і Македонську православну церкву на спільне засідання, щоб знайти взаємоприйнятне вирішення церковного питання країни.
У вересні 2020 року президент Македонії звернувся до Вселенського патріарха з проханням про надання Томосу про автокефалію Македонській православній церкві. Пізніше із аналогічною заявою звернувся прем'єр міністр Македонії Зоран Заєв. Після цього Вселенський патріарх Варфоломій І провів зустріч з послом Північної Македонії в Анкарі Гораном Тасковскі.
9 травня 2022 року Священний Синод Вселенського патріархату Константинополя заявив, що визнає Македонську православну церкву, її ієрархію та вірних та встановив з нею євхаристійне спілкування. Однак Вселенський патріархат категорично відмовився визнавати слово «Македонія» або будь-яке інше похідне для позначення церкви, а для позначення використовував «Охрида». Священний Синод також зазначив, що роль Сербської православної церкви полягає у врегулюванні адміністративних питань, які Церква Сербії мала з Архієпископією Охриди. Після того, як Вселенський патріархат оголосив про спілкування з Охридською архієпископією, Російська православна церква дійшла висновку, що визнає лише канонічні права Сербської православної церкви і відмовляється визнавати юрисдикцію Охридської архієпископії над Північною Македонією.
10 травня 2022 синод Македонської Православної Церкви заявив про продовження діалогу з Сербською Православною Церквою, тим самим тим самим підкорившись волі Вселенського Патріархату про передання вирішення адміністративних питань Сербській Церкві.

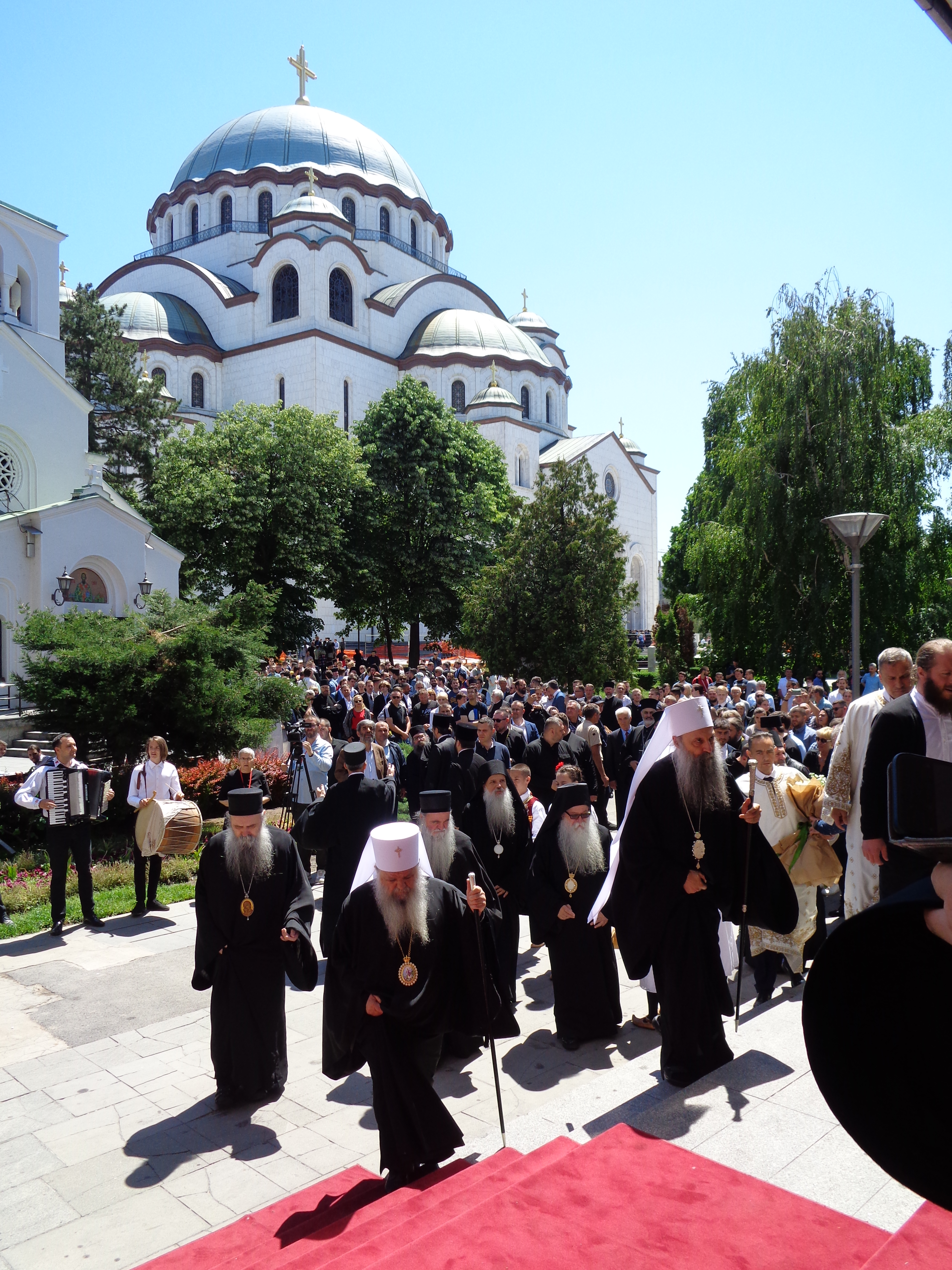
Архієпископ Стефан (ліворуч) у Белграді з патріархом Порфирієм (праворуч) після возз'єднання 19 травня 2022 року.

16 травня Священний Синод Сербської православної церкви оприлюднив офіційну заяву про те, що ситуація з МПЦ вирішена. Священний Синод заявив, що Архієпископству в складі Сербського патріархату було відновлено повну церковну автономію даровану їй рішенням СПЦ від 1959 року, що призвело до повного спілкування МПЦ-ОА з широким східним православним світом.
19 травня 2022 року у Белграді відбулася перша спільна Літургія ієрархів СПЦ та МПЦ.
24 травня 2022 року під час літургії між ієрархами МПЦ-ОА (включаючи її предстоятеля) та Сербської православної церкви в Скоп'є Патріарх Сербської церкви Порфирій оголосив вірним, що «Священний Синод Сербської православної церкви одноголосно задовольнив прохання Македонської православної церкви і прийняв і визнав її автокефалію».
5 червня 2022 у Соборі Святого Сави у Белграді сербський патріарх Порфирій вручив архієпископу Македонської православної церкви Стефану томос про визнання її незалежності.
Того ж дня архієпископ Стефан заявив, що визнає лише ту автокефалію, яку надає Вселенський патріархат Константинополя, згідно з канонічним правом. У офіційній заяві Охридської архієпископії, оприлюдненій наступного дня, пояснюється, що вона розглядає документ, отриманий від Сербської православної церкви, як просту «рекомендацію [...] автокефалії».
10 червня 2022 року під час візиту на Фанар Архієпископу Стефану було вручено Патріарший і Синодальний Акт про підтвердження канонічної та літургійної єдности з Вселенським патріархатом Константинополя. 12 червня Вселенський патріарх Вартоломій та Архієпископ Стефан співслужили Божественну літургію у храмі Святого Юра на Фанарі. На цій літургії була присутня делегація уряду Північної Македонії: прем’єр-міністр Північної Македонії Димитар Ковачевський, міністр закордонних справ Буяр Османі, міністерка оборони Славянка Петровська та міністр внутрішніх справ Олівер Спасовський; також була присутня делегація Міжпарламентської асамблеї православ’я на чолі з її генеральним секретарем Максимосом Чаракопулосом. Після цієї літургії Ковачевський був прийнятий Вселенським патріархом на приватній авдієнції; Ковачевський подякував Вселенському патріарху Вартоломію за його рішення про визнання Охридської архієпископії і зазначив, що цим Вселенський патріарх Вартоломій виправив історичну несправедливість.
22 червня Болгарська православна церква відновила євхаристиійне спілкування з Охридською архієпископією.
25 серпня Російська православна церква встановила євхаристиійне спілкування з Охридською архієпископією.

## Організація та структура
З 1999 року архієпископ Стефан очолює МПЦ. Він головує на Священному Синоді МПЦ, який складається з 10 митрополитів та одного єпископа-вікарія. Єпархії МПЦ охоплюють територію Північної Македонії та македонців з діаспори:

Єпархії МПЦ

1. Скопська єпархія на чолі з архієпископом Стефаном;
2. Тетово-Гостиварська єпархія на чолі з митрополитом Йосипом;
3. Куманово-Осогівська єпархія на чолі з митрополитом Йосипом;
4. Дебарсько -Кічівська єпархія на чолі з митрополитом Тимотеєм;
5. Преспенсько-Пелагонська єпархія на чолі з митрополитом Петром;
6. Струміцька єпархія, яку очолює митрополит Наум;
7. Брегальницька єпархія на чолі з митрополитом Іларіоном;
8. Повардарська єпархія на чолі з митрополитом Агатангелом.

МПЦ також має чотири єпархії за кордоном:
1. Американсько-канадська єпархія на чолі з митрополитом Методієм;
2. Європейська єпархія на чолі з митрополитом Піменом;
3. Австралійсько-новозеландська, під управлінням митрополита Преспа-Пелагонського Петра;
4. Австралійсько-сіднейська єпархія, якою керує митрополит Дебарський і Кічевський Тимотей.

Більше 2000 церков та монастирів знаходяться під управлінням МПЦ. 12 монастирів діють разом із понад 100 ченцями. Від поновлення МПЦ до 2013 року Тетово-Гостиварська та Куманово-Осогівська області були об'єднані в одну Полого-Куманівську єпархію. Старою єпархією керував митрополит Кирило. Після смерти митрополита у 2013 році єпархія була поділена на дві нові. У лютому 2016 року Синод МПЦ ухвалив рішення про утворення ще однієї єпархії в Австралії, тобто 12 церковних єпархій входять до складу МПЦ.
Відповідно до пункту 17 Пояснення Рішення про автокефалію, Македонська Православна Церква, як адміністративна частина єдиної, святої, католичної та апостольської церкви, зберігатиме Святе Письмо, Святе Передання, апостольські правила та правила вселенських та місцевих соборів і відповідно керуватиметься ними та Конституцією Македонської православної церкви.

### Архієпископи
З часу заснування церкви її глави носили титул архієпископа Охридського та Македонського.
| Титул       | Ім'я       | Роки        |
| ----------- | ---------- | ----------- |
| Архієпископ | Досітей II | 1967 — 1981 |
| Архієпископ | Ангеларій  | 1981 — 1986 |
| Архієпископ | Гаврил II  | 1986 — 1993 |
| Архієпископ | Михаїл     | 1993 — 1999 |
| Архієпископ | Стефан     | 1999 —      |

## Канонічний статус

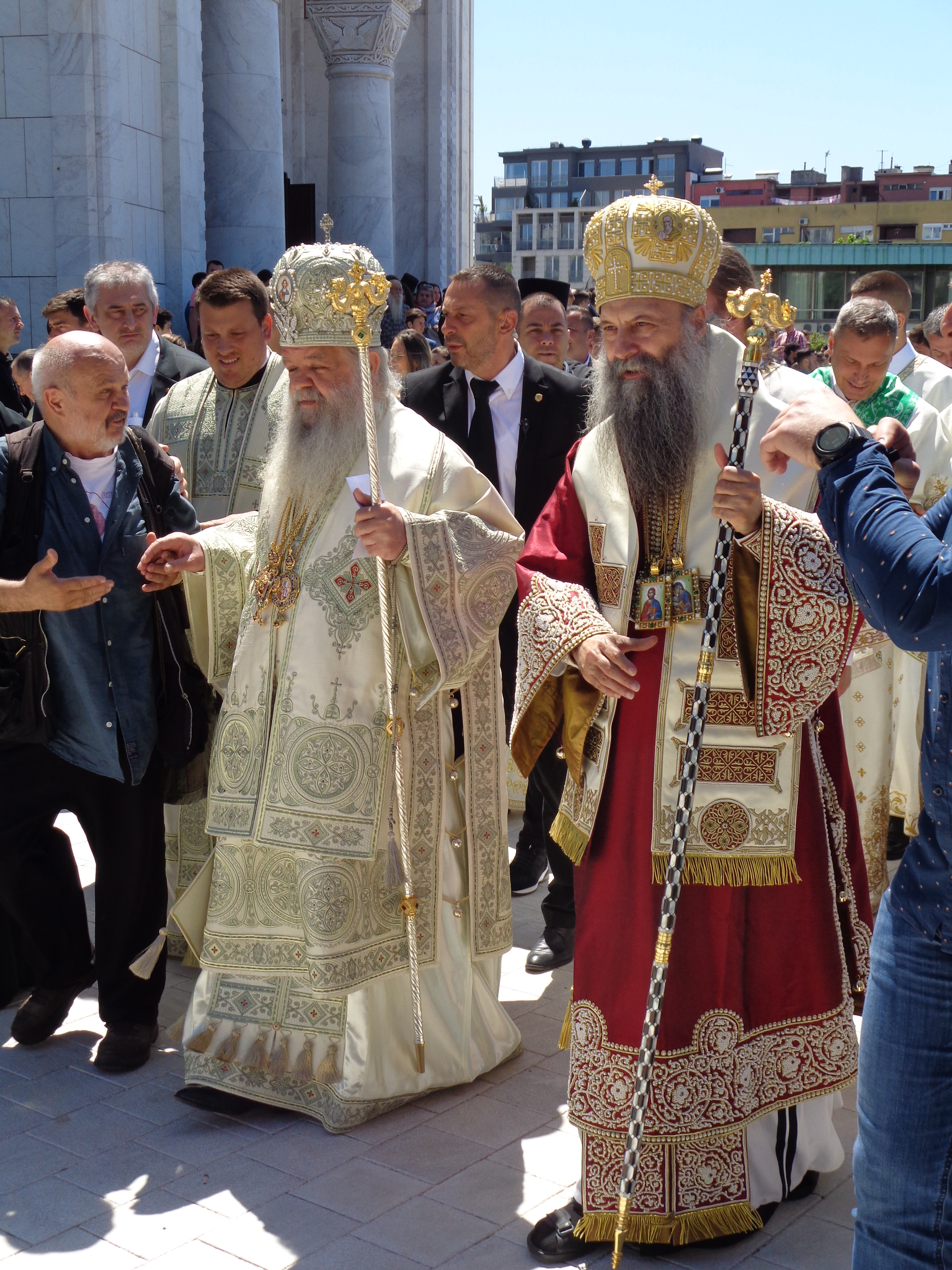
Belgrade, 19.5.2022.

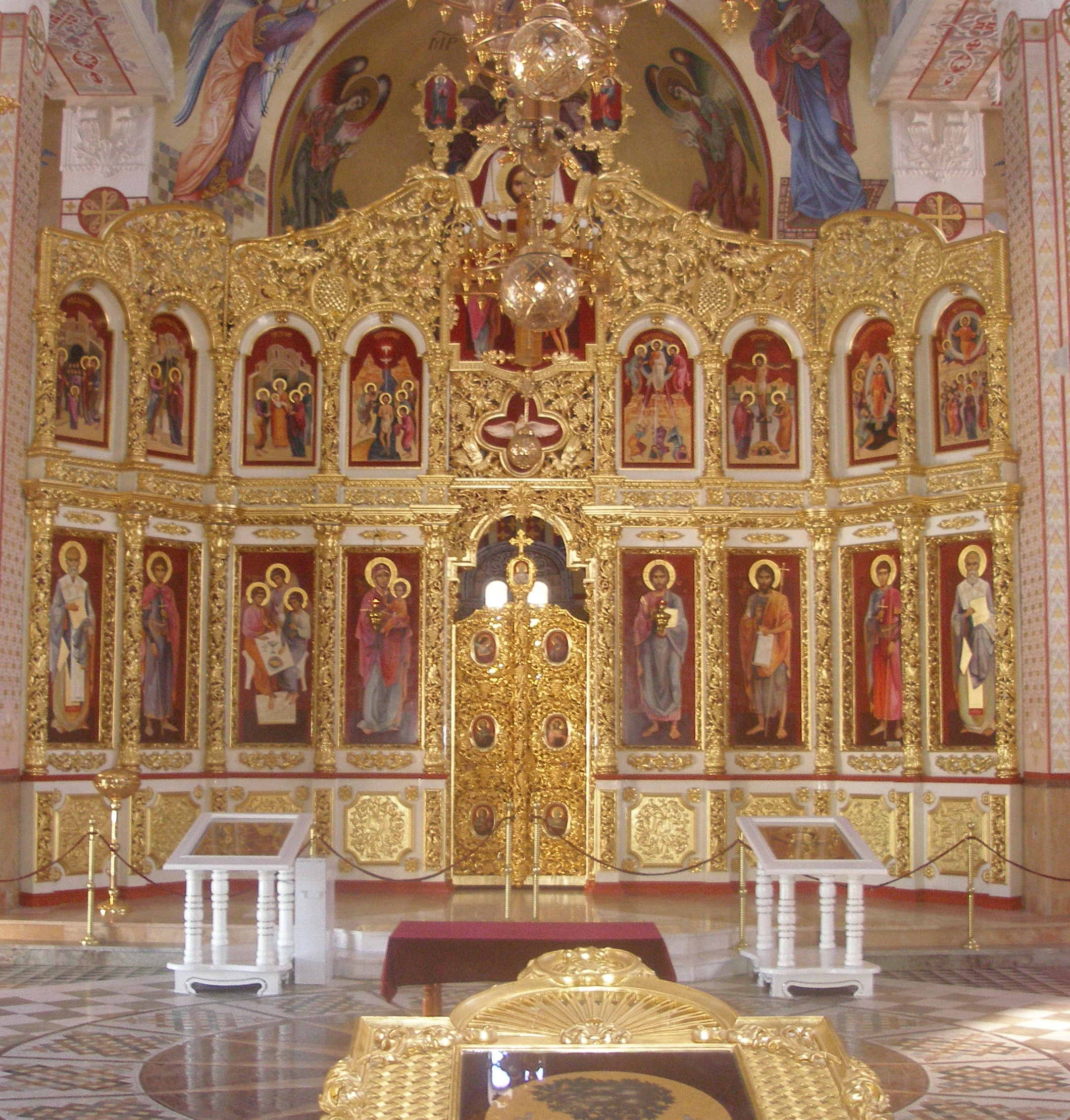
Іконостас церкви Святої Трійці у Радовиші

До травня 2022 року Македонська православна церква не визнавалася іншими православними церквами, хоча МПЦ в основному підтримувала хороші стосунки з більшістю з них. У травні 2022 Вселенський патріархат та Сербська православна церква відновили євхаристійне спілкування з МПЦ.
5 червня у Соборі Святого Сави у Белграді сербський патріарх Порфирій вручив архієпископу Македонської православної церкви Стефану томос про визнання її незалежності.

### Відносини з Вселенським патріархатом Константинополя
Гімнограф Вселенського патріархату Константинополя написав теологію про акт канонізації преподобних мучеників Чистилища. Це перший раз, коли гімнограф іншої церкви написав службу для МПЦ-ОА, цей крок Вселенського патріархату надзвичайно важливий.
В інтерв'ю для Бі-бі-сі, опублікований 11 січня 2019 року, архієпіскоп Памфільський Даніїл (Зелінський), призначений у 2018 році в екзархом ставропігії Вселенського патріарха Константинополя в Україні, заявив:
|  | Я підтримую тезу про те, що у кожного народу, який бажає мати своєю православну церкву, має бути право її створення та визнання іншими православними церквами. У цьому числі мова йде про Македонію та Чорногорію. |

### Відносини з Православною церквою Болгарії
У 2008 році МПЦ-ОА передала Болгарській православній церкві частину мощей святого Климента Охридського для новозбудованої церкви в Пловдиві; під час передачі мощей македонських ієрархів зустріли з великою повагою та братерською любов'ю.
У травні 2014 року на свято св. Кирила і Мефодія в Софії, МПЦ-ОА та Болгарська Православна Церква вперше разом святкували святих братів літургією в соборі святого Олександра Невського, на якій присутні болгарський патріарх Неофіт та македонський архієпископ Стефан з єпископами Наумом і Климентом. Особливо важливо, що під час літургії македонські єпископи були біля вівтаря церкви, а додаткову повагу до МПЦ висловив той факт, що архієпископу Стефану було дозволено благословити Святим Хрестом від імені МПЦ.
18 листопада 2017 року в програмі «Віра і суспільство з Гораном Благоєвим» на БНТ було представлено лист Македонського єпископату до Болгарського патріархату, в якому зазначалося, що Священний Синод Македонської Православної Церкви готовий визнати Болгарську церкву як церкву-мати, якщо вона визнає македонську церковну незалежність. Вперше Македонське архієпископство говорить про свою материнську церкву, вперше офіційно згадує, що це БПЦ. Лист був надісланий Священним Синодом Македонської Церкви 9 листопада. До того часу Священний Синод не коментував існування такого листа, який став викликати сумнів у намірах єпископів.
Після суперечливих сигналів щодо пропозиції в листі, протягом наступних днів синод зазнав тиску громадськости та демонстрацій на підтримку прийняття пропозиції МПЦ. На засіданні 27 листопада Священний Синод виніс нечітке рішення, яке ні прийняло, ні відхилило пропозицію МПЦ-БПЦ стати «матір'ю» Македонської церкви. Синод вирішив допомогти у встановленні канонічного статусу Македонської Православної Церкви, призначивши спеціальну єпископську комісію для ведення переговорів з Македонською Православною Церквою та іншими Помісними Православними Церквами для вирішення цього питання. Тим часом починають виникати підозри щодо російського тиску на діяльність БПЦ з цього питання. На думку аналітиків, цей тиск є причиною того, що БПЦ затягнула свої дії щодо виконання прохання стати матір'ю-церквою Македонії.
22 лютого 2018 року міністр закордонних справ РФ Сергій Лавров звинуватив МПЦ у політичних іграх та розколі проти Сербської православної церкви та заявив, що Македонська церква не має права на незалежність. Такі ж звинувачення звучали на адресу церков України та Чорногорії. Кілька днів потому помічник російського патріарха попередив Болгарську церкву не втискати Македонську церкву в розкол і що Македонська православна церква повинна вирішити своє питання шляхом діалогу з Сербською, а Болгарська православна церква повинна висловити свою позицію на знак солідарності з Белградом.
На своєму засіданні 14 травня 2018 року св. Синод вирішив, що делегація болгарської церкви не братиме участі в урочистостях з нагоди 1000-ліття заснування Охридської архієпископії, на що було отримано запрошення від МПЦ. Також з'являється неофіційна інформація, що на тій же зустрічі св. Синоду було остаточно відхилено прохання МПЦ про те, щоб болгарська церква стала її матір'ю. Крім того, було ухвалено рішення про припинення діяльности спеціально створеної для цього комісії наприкінці 2017 року на чолі з єпископом Старозагорським Кипріаном. Також стверджується, що ці рішення були прийняті після візиту та рекомендацій російського лобіста генерала Решетнікова в Болгарії та його зустрічей у Санкт-Петербурзі. Синод, таким чином, практично обслуговує російські церковні інтереси на Балканах.

### Відносини з Московським патріархатом
17 жовтня 2003 року прем'єр-міністр Македонії Бранко Црвенковський здійснив візит до Москви де зустрівся із патріархом РПЦ Алексієм II. «Ми подолаємо цю ізоляцію, в якій сьогодні знаходиться Македонська Православна Церква», — запевнив тоді Алексій II.
В іншому інтерв'ю (7 червня 2005 р.) голова Зовнішніх церковних зв'язків митрополит Російської ПЦ Іларіон (Алфеев) сказав: «Ми виходимо з того, що македонці (також як і серби) є братнім нам православним народом. Ми виходимо з того, що політичне становище, в якому знаходяться православні народи на Балканах дуже важке. І перед обличчям існуючих серйозних викликів краще бути разом. Ми завжди з болем сприймали той факт, що народ Республіки Македонії знаходиться поза спілкуванням з повнотою вселенського Православ'я, і хотіли б допомогти подолати цю ситуацію».
11 грудня 2009 р. (під час правління патріарха РПЦ Кирила (Гундяєва)) заступник голови Відділу зовнішніх церковних зв'язків Московського Патріархату Микола Балашов ще раз відвідує Скоп'є де зустрівся із предстоятелем Македонської церкви. Тоді Балашов сказав: що незалежна держава повинна мати «незалежну церкву», і це повинно означати процес надання автокефалії Македонської ПЦ.

### Відносини з Православною церквою Румунії
- У 1995 році з благословення Румунського Патріарха п. Теоктист дозволив двом тодішнім священнослужителям Константинопольського патріархату — монахам Атосу Науму та Климентію приєднатися до духовенства Румунської православної церкви, а звідти відповісти на заклик архієпископа Михаїла про повернення македонських ченців з монастиря Атосу за чернецтво у Македонській православній церкві, а потім румунський єпископ Калінік у співслуженні з македонським митрополитом п. Петра, здійснив хіротонію двох македонських ченців, після чого ієродиякон Наум став ієромонахом, а чернець Климент отримав сан диякона.[68]
- У серпні 2012 року Бігорський монастир обмінявся святими мощами з монастирем Робая Румунської православної церкви, під час якого єпископ їхньої єпархії Аргесулуї Ши Мускелулуї пан. Калінік та настоятелька Петронія Добреску, компетентні опікуни могили св. Миколая в місті Барі відокремити частинку від святих мощей Мирликського чудотворця, призначених для Бігорського монастиря.[69]

### Відносини з Церквою Греції
- На похоронах президента Бориса Трайковського серед численних делегацій була і делегація Церкви Греції, до складу якої входили: митрополити Воденські Іоїл та Костурський Серафим, де їх вітали македонські церковні сановники.
- Колишній грецький архієпископ Христодулос тричі зустрічався з македонськими сановниками на прикордонному переході Негочані (Нікі) поблизу Флорини на його прохання зустрічався з митрополитом Петром, потім у солонійському готелі «Македонія» зустрічався з єпископами Петром, Тимотеєм та Наумом у Софії.[70]